# Jean-François Kopf
Pour les articles homonymes, voir Kopf.
Jean-François Kopf est un acteur, auteur, chanteur et directeur artistique français né en 1949. 
Spécialisé dans le doublage, il a été la voix officielle du personnage de Mickey Mouse dans les années 1990, avant Laurent Pasquier.

## Biographie
Il étudie à l'École nationale supérieure des arts et techniques du théâtre.

## Théâtre

### Comédien
- 1971 : Antigone d'après Sophocle, mise en scène de Michel Favory, Les Célestins (Lyon)
- 1974 : Les carottes géantes attaquent de Gérard Surugue et lui-même, Théâtre de la Cité Internationale (Paris)
- 1975 : Qui donc est Boomj ?, mise en scène d'Allain Mollot, Théâtre 71 (Malakoff)
- 1976 : En attendant Godot de Samuel Beckett, mise en scène de Mireille Larroche, La Péniche-Théâtre (Paris)
- 1977 : Coriolan de William Shakespeare, mise en scène Gabriel Garran, Festival d'Avignon, Théâtre de la Commune
- 1984 : L'Opéra de quat'sous de Bertolt Brecht, mise en scène Jean-Louis Martin-Barbaz, Bordeaux, Centre dramatique national du Nord-Pas de Calais
- 1984: Chambres calmes, vue sur la mer de Michel Jourdheuil, mise en scène de Laurent Pelly, Théatre de la Plaine (Paris)
- 1995 : Les Deux Timides d'Eugène Labiche, mise en scène Annabelle Roux, Théâtre de Nesle
- 1995 : La Paix chez soi de Georges Courteline, mise en scène de Barbara Tissier, Théâtre de Nesle (Paris)
- 2006 : La Guerre de Carlo Goldoni, mise en scène Henri Dalem, Théâtre Mouffetard
- 2009 : Cyrano de Bergerac d'Edmond Rostand, mise en scène Bruno Spiesser : De Guiche. Festival de Gavarnie
- 2011 : Le Huron, opéra-comique de Grétry et Marmontel (d'après L'Ingénu de Voltaire), mise en scène Henri Dalem, Abbaye de Bourgueil, Théâtre Adyar, Théâtre J. Brel de Champs-sur-Marne
- 2018 : La Fleur aux Fusils de et par Jean-Louis Manceau. Tarascon-sur Ariège

#### Auteur
- 1974 : Les carottes géantes attaquent de Gérard Surugue et lui-même, Théâtre de la Cité Internationale (Paris)

#### Chanteur
- 2011 : Le Huron, opéra-comique de Grétry et Marmontel (d'après L'Ingénu de Voltaire), mise en scène Henri Dalem, Abbaye de Bourgueil, Théâtre Adyar, Théâtre J. Brel de Champs-sur-Marne

Source : Les Archives du spéctacle

## Filmographie sélective

### Cinéma
- 1976 : Le Roi des bricoleurs de Jean-Pierre Mocky
- 1977 : La Question de Laurent Heynemann
- 1987 : Les mois d'avril sont meurtriers de Laurent Heynemann : Le flic du barrage
- 2002 : Rue des plaisirs de Patrice Leconte : Animateur radio
- 2006 : Mon meilleur ami de Patrice Leconte : Le commissaire priseur
- 2007 : Ensemble, c'est tout de Claude Berri : Le père de Sandrine
- 2014 : Une heure de tranquillité de Patrice Leconte : Jean Lemoine (qui a mal aux dents)

### Télévision
- 1978 : Médecins de nuit de Philippe Lefebvre, épisode : Christophe
- 1987 : French in Action : Jean-Denis
- 1994 : Fortitude : René Laurent
- 1994 : Un crime de guerre : L'interprète
- 1996 : Les Alsaciens ou les Deux Mathilde : Hans Laugel
- 1997 : Pour être libre : Le père de Laurence

## Doublage

### Cinéma

#### Films
- 1942[n 1] : Fantômes déchaînés : Frank Lucas (Elisha Cook Jr)
- 1977[n 2] : La Fièvre du samedi soir : Frank Manero Sr. (Val Bisoglio)
- 1978[n 3] : Corvette Summer : Ed McGrath (Eugene Roche)
- 1985 : Agnès de Dieu : Jean Martin [Qui ?] (voix au téléphone)
- 1988 : La Main droite du diable : Duffin (Alan Wilder (en))
- 1992 : Wayne's World : Davy (Michael G. Hagerty) et voix additionnelles
- 1993 : Coneheads : Larry Farber (Jason Alexander)
- 1993 : Proposition indécente : un client du casino (Billy Bob Thornton)
- 1998 : Armageddon : un technicien de la NASA (Matt Malloy)
- 1999 : Matrix : M. Rhineheart (David Aston)
- 1999 : Une fille qui a du chien : Mark Gildewell (Mitchell Whitfield (en))
- 2000 : The Patriot : Le Chemin de la liberté : Joshua (Shan Omar Huey)
- 2000 : Un été sur Terre : Vin Pemrose (Peter Syvertsen)
- 2001 : L'Amour extra-large : Walt (Rene Kirby)
- 2002 : Les Sentiers de la perdition : Connor Rooney (Daniel Craig)[2]
- 2005 : Black/White : Dante (Robert Curtis Brown)
- 2007 : Walk Hard: The Dewey Cox Story : Pa Cox (Raymond J. Barry)
- 2008 : Pathology : Dr Quentin Morris (John de Lancie)
- 2013 : Drift : M. Grumley (Andy King)
- 2017 : Sandy Wexler : George Wendt (George Wendt)
- 2017 : Downsizing : Matt, le guide (Don Lake) (caméo)
- 2019 : La Légende de Cocaïne Island : Julian Howell (Bob Willey)
- 2020 : Limbo : Mike (Raymond Mearns (en))
- 2021 : Varsovie 83, une affaire d'État : ? (?)

#### Films d'animation
- 1945[n 4] : Double Détente : Sam le pirate (court-métrage)
- 1947[n0 1] : Coquin de printemps : Mickey Mouse
- 1956[n 5] : Douze mois : le chancelier, le vieux corbeau, le loup
- 1957[n 6] : La Reine des neiges : les gardes, un brigand, Bucky le renne
- 1977[n 7] : Le Dernier Pétale[3] : voix additionnelles
- 1977 : Moby Dick : Tashtego et Jack Bunger
- 1983[n 8] : Le Noël de Mickey : Mickey Mouse/Bob Cratchit
- 1986[n 9] : Ken le Survivant, le film[4] : Jagi, colonel GOLAN, Gulf et divers pillards
- 1992 : Noël chez les Muppets : Rizzo
- 1994 : Le Cygne et la Princesse : Barnabé et Chambellan
- 1995 : Mickey perd la tête : Mickey Mouse
- 1996 : Beavis et Butt-Head se font l'Amérique : plusieurs voix secondaires
- 1996 : Le Vent dans les saules (en)[5] : Loutre, le procureur, le conducteur de train, le chef des belettes
- 1997 : Le Cygne et la Princesse 2 : Le Château des secrets : Barnabé et Chambellan
- 1997 : Les Saules en hiver[6] : Loutre, le curé, le chef des juges
- 1998 : Le Cygne et la Princesse 3 : Le Trésor enchanté : Barnabé
- 1999 : Carnivale : voix additionnelle
- 1999 : Alvin et les Chipmunks contre Frankenstein : Simon Seville
- 2000 : Alvin et les Chipmunks contre le loup-garou : Simon Seville
- 2000 : Les Secrets merveilleux du Père Noël[7] : le général en chef Agawa, Immortel, un Knook
- 2004 : Barbie Cœur de princesse : Nick
- 2004 : À la recherche du Père Noël : Max
- 2006 : Rox et Rouky 2 : M. Bickerstaff
- 2016 : Batman: The Killing Joke : le premier bandit du gang de Red Hood
- 2016 : Les Rebelles de la forêt 4 : Mc Squizzy
- 2017 : Batman vs Double-Face : le roi Tut
- 2018 : Lego DC Comics Super Heroes : The Flash : Captain Cold
- 2023 : Élémentaire : Harold
- 2025 : Batman Ninja vs. Les Yakuzas : Alfred Pennyworth[n 10]

### Télévision

#### Téléfilms
- Charles Shaughnessy dans :
  - À Noël mon prince viendra (2018) : le roi Edward
  - À Noël mon prince viendra 2 (2019) : le roi Edward
  - À Noël mon prince viendra 3 (2021) : le roi Edward

- 2000 : Le Roi du ring : Gorgeous George (Blue Deckert (en))
- 2002 : Joyeux Muppet Show de Noël : Gonzo (Dave Goelz) (voix)
- 2005 : Calvin et Tyco : l'annonceur télé (Mark Mesesan) (voix)
- 2005 : Figure libre : Reynolds, le coach (Paul Kiernan)
- 2007 : Maria Montessori : Une vie au service des enfants : Talamo (Gianni Bissaca (it))
- 2017 : Un Noël de conte de fées : le roi Richard (Gerard Plunkett)
- 2017 : Psych: The Movie : Woody Strode (Kurt Fuller)
- 2020 : Un trésor sous votre sapin : Alan Hawthorne (Vlasta Vrana (en))
- 2021 : Un Noël saupoudré d'amour : Fred Gallant (John McCook)

#### Séries télévisées
- Kurt Fuller dans :
  - Psych : Enquêteur malgré lui (2009-2014) : Woodrow « Woody » Strode (33 épisodes)
  - Bull (2016) : le juge Robert Genda (saison 1, épisode 17)
  - New York, unité spéciale (2018) : Jed Karey (3 épisodes)

- Michael Richards dans : 
  - Seinfeld (1989-1998) : Cosmo Kramer (178 épisodes)
  - The Michael Richards Show (2000-2001) : Vic Nardozza (7 épisodes)

- Joe Flaherty dans :
  - Police Academy (1997-1998) : le commandant Stuart Hefilfinger (26 épisodes)
  - Freaks and Geeks (1999-2000) : Harold Weir (18 épisodes)

- Gary Lewis dans :
  - Les Enquêtes de Vera (2011) : Robert Winter (saison 1, épisode 2)
  - Meurtres au paradis (2015) : Bill Williams (saison 4, épisode 7)

- 1979-1983 : Chips : le sergent Joseph Getraer (Robert Pine) (2e voix, saisons 3 à 6)
- 1984 : Côte Ouest : Ray Geary (Bruce Fairbairn) (4 épisodes)
- 1990-1991 : Twin Peaks : Jerry Horne (David Patrick Kelly) (9 épisodes)
- 1991 : Le Prince de Bel-Air : Louie (Jeff Chayette) (saison 1, épisode 22)
- 1992-1995 : High Secret City, la ville du grand secret : l'agent du FBI Donald Morrell (Sam Anderson) (7 épisodes)
- 1992-1997[8] : Martin : Tommy Strawn (Thomas Mikal Ford) (132 épisodes)
- 1993-1998 : Notre belle famille : Slasher (Don Gibb) (6 épisodes)
- 1994 : Le Fléau : Joe (Billy L. Sullivan) (mini-série)
- 1994 : Mystères à Santa Rita : Richard McGill (John Schneider) (épisodes 8 à 10)
- 1995 : Beverly Hills 90210 : Bruno (Cliff Weisman) (7 épisodes)
- 1995-1999 : Hercule : Jason/Bellicus (Jeffrey Thomas) (16 épisodes)
- 1996-1998 : Les Muppets : Gonzo (Dave Goelz) / Johnny Fiama et Pepe (Bill Barretta) / Fiole (Steve Whitmire) (voix)
- 1996-1998 : Beetleborgs : Fangula (Joe Hackett) (57 épisodes), Noxic (Derek Stephen Prince) (37 épisodes), Nukus (Christopher Cho) (12 épisodes)
- 1997 : Une fille à scandales : Leslie « Les » Polonsky (George Wendt) (3 épisodes)
- 1997 : Affaires non classées : Dr Trevor Stewart (William Armstrong) (voix de remplacement)
- 1997 : Shining : Al Shockley (Jan Van Sickle) (mini-série)
- 1997 : Oz : l'officier Mike Healy (Steve Ryan) (5 épisodes)
- 1997-2005 : Stargate SG-1 : Apophis (Peter Williams) (20 épisodes)
- 1998-2000 : JAG : Alexei (Allan Kolman) (3 épisodes)
- 1998-2004 : Le Drew Carey Show : Drew Carey (Drew Carey) (233 épisodes)
- 1999-2001 : Crash Zone : Virgil Reality (Matt Parkinson) (26 épisodes)
- 1999-2002 : La Double Vie d'Eddie McDowd : Salli (Joe Piscopo) (voix, 17 épisodes)
- 1999-2004 : Friends : M. Zelner (Steve Ireland) (6 épisodes)
- 1999-2005 : Amy : Peter Gray (Marcus Giamatti) (138 épisodes)
- 2000 : Les Soprano : Pasquale « Patsy » Parisi (Dan Grimaldi) (1re voix - saison 2, épisode 1)
- 2000-2002 : Malcolm : le photographe (Scotch Ellis Loring puis Andrew J. Turner) (saison 1, épisode 6 puis saison 4, épisode 3)
- 2002 : New York Police Blues : Cory Beacham (John Vickery) (3 épisodes)
- 2002-2003 : La Treizième Dimension : le réceptionniste (David Hurtubise) (épisode 3), Dr Bernardi (Reginald C. Hayes) (épisode 39)
- 2003 : Tremors : W. D. Twitchell (Dean Norris) (10 épisodes)
- 2003 : NCIS : Enquêtes spéciales : l'agent Jack Canton (Erich Anderson) (saison 1, épisode 9)
- 2003-2005 : New York, unité spéciale : Lionel Granger (David Thornton) (11 épisodes)
- 2004 : Desperate Housewives : le principal Lentz (Harry S. Murphy) (3 épisodes)
- 2004 : Ma famille d'abord : le magicien (Alan Thicke) (saison 5, épisode 2)
- 2004-2005 : Les Quintuplés : Bob Chase (Andy Richter) (22 épisodes)
- 2005 : La Caravane de l'étrange : Varlyn Stroud (John Carroll Lynch) (12 épisodes)
- 2005 : Performers : Virgilio (Francesco Paolantoni)
- 2005-2006 : Veronica Mars : Woody Goodman (Steve Guttenberg) (8 épisodes)
- 2005-2009 : How I Met Your Mother : Ranjit (Marshall Manesh) (1re voix, saisons 1 à 4)
- 2006 : Muppets TV : Waldorf (voix originale)
- 2006 : Monk : Bo (Larry Udy) (saison 5, épisode 9)
- 2006 : The Closer : L.A. enquêtes prioritaires : James Bloom (Stephen Tobolowsky) (saison 1, épisode 10)
- 2006-2007 : Supernatural : Daniel Blake (Keith Martin Gordey) (saison 1, épisode 19), M. Carey (Tom McBeath) (saison 2, épisode 10), Frank (Dan Mellor) (saison 2, épisode 13), le gérant du motel (Philip Granger) (saison 2, épisode 14)
- 2006-2007 : Boston Justice : l'avocat Jonathan Weiner (Kevin Dunn) (saison 2, épisode 17 et saison 3, épisode 24)
- 2006-2007 : Le Rêve de Diana : le papi Lutz Hoffmann (Andreas Seyferth) (6 épisodes)
- 2006-2008 : Young Dracula : Graham Branaugh (Aneirin Hughes) (22 épisodes)
- 2006-2009 : Génial Génie : Max Baxter (Angus Kennedy) (34 épisodes)
- 2006-2009 : Sacré Charlie : Walter Kollmund (Jan Peter Heyne) (7 épisodes)
- 2008 : Mentalist : Joe O'Keefe (John Bishop) (saison 1, épisode 2)
- 2008 : Honest : Braqueurs de père en fils : Ed Bain (Sean Pertwee) (6 épisodes)
- 2009 : Sons of Anarchy : Anthony Franklin (Michael O'Neill) (saison 2, épisode 9)
- 2010 : Big Love : Clark Paley (Perry King) (3 épisodes)
- 2011-2013 : The Borgias : le cardinal Piccolomini (Bosco Hogan (en)) (16 épisodes)
- 2011-2024 : Blue Bloods : Garrett Moore (Gregory Jbara) (239 épisodes)
- 2014 : Inspecteur Barnaby : Atticus Bradley (Richard Cordery) (saison 16, épisode 5)
- 2015-2018 : Squadra criminale : Giulio Ferro (Giorgio Alberti) (27 épisodes)
- 2016-2017 : Unbreakable Kimmy Schmidt : Russ Snyder (David Cross) (4 épisodes)
- 2017 : The Royals : Lord Westcott (Richard Cunningham) (3 épisodes)
- 2017 : Unforgotten : Le Passé déterré : Paul Nixon (Douglas Hodge) (4 épisodes)
- 2017 : Maigret : l'inspecteur Lognon (Colin Mace) (mini-série)
- 2017 : Jean-Claude Van Johnson : Alan Morris (Richard Schiff) (épisodes 3 et 5)
- 2018 : New Girl : Bob Day (Rob Reiner) (2e voix, saison 7)
- 2018 : Sharp Objects : Alan Crellin (Henry Czerny) (mini-série)
- 2018 : Young Sheldon : Herschel Sparks (Billy Gardell) (5 épisodes)
- 2018 : Ghosted : Kenneth Liener (Charles Shaughnessy) (épisodes 13 et 14)
- 2018 : The Last Man on Earth : l'homme en SUV (Martin Short) (saison 4, épisode 9)
- 2020 : Dead to Me : Howard Hastings (Jere Burns) (saison 2)
- 2021 : L'Incroyable quête de Brendar et Evan (en) : ? (?)
- 2022 : Blockbuster (en) : ? (?)
- 2023 : Thérapie, adapté du roman de Sebastian Fitzek (de) : Dr Ludwig Merkt (Helmut Mooshammer)
- 2025 : La Meneuse : le commissaire Gant (Phil Reeves)

#### Séries d'animation
- 1988 : Gu Gu Ganmo (en)[9] : le père d'Artie (deux 1ers épisodes)
- 1988 : Richie Rich : Pr Latrouvaille, le chef Pierre, voix diverses
- 1988-1990 : Ken le Survivant : Shin, Toki, Jagger, Shew (1re voix), Uda (1re voix), Amiba (3e voix), M. Uyghur (le chef de Cassandra), Rihaku, Fudō, Rei (épisodes 45 et 46)
- 1989 : La Petite Olympe et les Dieux : Eros
- 1989[10] : Erika : le chauffeur des Tamura
- 1989 : Princesse Saphir : le prince Thibault / Belzebos (2e voix) (épisodes 1 à 12)
- 1989 : Les Quatre Filles du Dr March : le chef des sudistes (épisode 4)
- Années 1990 : voix de Mickey Mouse
- 1990 : L'Académie des ninjas[11] : le père de Nicolas (1re voix), Jean-Claude (1re voix), 00893 (1ers épisodes)
- 1990 : Le Livre de la jungle : Bagheera (voix de remplacement)
- 1990-1991 : Captain N : Simon Belmont
- 1990-1998 : Le Monde de Bobby : Tonton Fred
- 1991 : Dancougar[12] : Empereur Nero de Mega et le général Guildrome
- 1991 : Papa longues jambes : Jarvis Pendleton et Jimmy McBride
- 1991 : Tobikage[13] : Damien
- 1991 : Reporter Blues : Igor
- 1991 : Shurato : Lagolène (épisode 8)
- 1991 : Le Petit Chef : voix additionnelles (épisodes 1 et 2)
- 1992 : Ren et Stimpy : le yack et voix diverses
- 1993 : Les Voyages de Corentin : Gueule en Biais, Pr Fornachon
- 1993 : X-Men : Magnéto (1re voix)
- 1993-1995 : Les Animaux du Bois de Quat'sous : Minus, Lapin, Campagnole, Lièvre (2e voix, saison 2), Hibou
- 1994 : Bonkers : Mickey Mouse (épisode 43)
- 1994 : Les Enfants du Mondial[14] : voix diverses
- 1994 : Fly : Krokodin, Flazzard, KillVearn
- 1994 : Pygmalion[15] : Neïas
- 1994 : Robinson Sucroë : le capitaine Courtecuisse
- 1994-1995 : Les Contes du Chat Perché : divers animaux
- 1994-1995 : Les Contes les plus célèbres : le scarabée, le commandant de Liliput, le roi des souris, l'épouvantail
- 1995 : 20 000 Lieues dans l'espace : Yonnak
- 1995 : Creepy Crawlers : Maxicrasse
- 1995 : Marc et Marie : Frédéric (voix de remplacement, épisodes 31 à 34)
- 1995 : Iron Man[16] : MODOK et Justin Hammer
- 1995 : Gargoyles, les anges de la nuit : le Grand Mage (1re voix)
- 1995-1996 : Tom et Jerry Kids : McWolf (2e voix)
- 1995-1997 : Aladdin : Meckanicles
- 1995-1997 : Les Histoires farfelues de Félix le Chat : voix additionnelles
- 1996 : Junior le Terrible : M. Petit pois
- 1996 : Princesse Shéhérazade : Moustache (épisode 7)
- 1996 : Princesse Starla et les joyaux magiques : Archimède
- 1996-1997 : Les Nouvelles Aventures d'Oliver Twist : Bill Sikes
- 1996-1998 : Spider-Man, l'homme-araignée : Vénom, Scorpion, Mystério, Rhino, Kraven et Norman Osborn (voix de remplacement)
- 1997 : Grand-mère est une Sorcière[17] : Monsieur le maire, M. Trafalgar et de nombreux rôles tiers
- 1997 : Achille Talon : LeFuneste
- 1997 : Mighty Ducks : Stanley Strazinski et Dr Droïde
- 1998 : Hercule : Achille (épisode 12)
- 1998 : L'Incroyable Hulk : voix additionnelles (épisodes 5 et 6, 1er doublage)
- 1998 : Patrouille 03 : le maire Alexandre Walrus
- 1998-2000 : Timon et Pumbaa : voix additionnelles
- 1998-2005 : Michat-Michien : Souriceau, Cliff Feltbottom, Lube McDog, Randolph Grant, Mervis Pantry, Dunglap Daniels, Cornelius Sunshine
- 1999 : Bêtes à craquer : Roland le buffle
- 1999-2000 : Les Mille et Une Prouesses de Pépin Troispommes : voix additionnelles
- 2001 : Jackie Chan : Shaktar (épisode 38)
- 2001 : Le Paradis d'Hello Kitty[18] : le papa
- 2001 : La Légende de Tarzan : Joey Marks
- 2002 : Action Man : l'ami d'Action Man
- 2002 : Angry Kid : le chauffard (saison 2, épisode 24)
- 2002 : Benjamin l'éléphant : voix additionnelles
- 2002 : Les Chevaliers de l'Outre-Monde[19] : Gabriel et Pégase
- 2002-2005 : Stanley : Denis
- 2003 : Chocotte Minute : voix additionnelles
- 2003-2007 : Piggly et ses amis : Piggly adulte
- 2004 : Les Nouvelles Aventures de Blinky Bill : Basil Circus
- 2006 : Monster : le commissaire Zeman (épisode 42), Hamrik (épisode 43)
- 2006 : Lilo et Stitch, la série : M. Kaponi (épisode 47)
- 2007 : Faireez : Jumphrey
- 2007 : Bibi, nom d'une sorcière : James
- 2007-2011 : SamSam : Barbaféroce et Crocochemar
- 2008-2015 : Phinéas et Ferb : voix diverses
- 2009 : Martin Matin : voix additionnelles (saison 3)
- 2010[20] : Archer : Torvald Utne  et Sandy Singh (saison 1, épisodes 4 et 7)
- 2011 : Tempo Express[21] : le grand prophète d'Amon (épisode 16), Hyrohishi Genzo (épisode 18), le mousquetaire et voix additionnelles (épisode 19) et le chef des hommes en noir (épisode 20)
- 2012 : Kung Fu Panda : L'Incroyable Légende : Shirong, le père de Shifu[22]
- 2013-2015 : Saint Seiya Omega : Fly et Paulo
- 2014 : Star Wars: The Clone Wars : Mak Plain et Nix Card (2e voix), Clu Lesser (épisodes 113 et 114), Valorum (épisode 118)
- 2018-2020 : Our Cartoon President (en) : Donald Trump
- 2019 : La Ligue des justiciers : Nouvelle Génération : Dr Ecks, Darkseid, Shade, Docteur Moon, et le maire Thomas Tompkins (saison 3)
- 2019-2020 : DC Super Hero Girls : Alfred Pennyworth et Deathstroke
- 2020 : Hilda : un elfe (saison 2, épisode 10)
- 2023 : Ce monde ne m'aura pas : voix additionnelles
- 2024 : Monstres et Cie : Au travail : Jack[n 11] (saison 2)

### Jeux vidéo
- 1998 : Dark Project : La Guilde des voleurs : garde, marteleur
- 2000 : Dark Project 2 : L'Âge de métal : garde, marteleur
- 2002 : The Getaway : Nick Collins
- 2002 : Spider-Man : Skulls, Docteur Rue, Bonesaw, voix additionnelles
- 2003 : Freelancer : Roland Quintaine
- 2004 : Spider-Man 2 : Mystério, Pr Connors
- 2005 : Formula One 05 : le commentateur
- 2006 : Formula One 06 : le commentateur
- 2007 : The Witcher : l'armurier de l'ordre à Wyzima
- 2007 : Lair : ?
- 2007 : SOCOM: U.S. Navy SEALs - Tactical Strike : ?
- 2007 : Assassin's Creed : voix additionnelles
- 2008 : Mass Effect : le navigateur Presly
- 2009 : Risen : Maître Pallas
- 2009 : Call of Juarez: Bound in Blood : vendeurs d'armes, ennemis
- 2009 : Dragon Age: Origins : Iarl Eamon
- 2010 : Mass Effect 2 : le navigateur Presly
- 2011 : The Witcher 2 : Assassins of Kings : un soldat des stries-bleues[23] et le chef des mercenaires "maîtres chanteurs"
- 2012 : Mass Effect 3 : nouveau conseiller Turien et divers personnages
- 2016 : Ratchet and Clank : Wendell Lumos
- 2016 : Dishonored 2 : des marchands
- 2017 : Dishonored : La Mort de l'Outsider : un marchand et des civils
- 2017 : Lego Marvel Super Heroes 2 : voix additionnelles
- 2018 : Lego DC Super-Vilains : Alfred Pennyworth
- 2018 : Spyro Reignited Trilogy : divers dragons
- 2019 : Apex Legends : Gibraltar
- 2020 : World of Warcraft : cavalier sans tête, événement mondial Sanssaint
- 2020 : Cyberpunk 2077 : Cassidy
- 2021 : New World : divers personnages
- 2022 : Dying Light 2 Stay Human : voix additionnelles
- 2022 : Lego Star Wars : La Saga Skywalker : voix additionnelles
- 2023 : Diablo IV : voix additionnelles
- 2023 : Final Fantasy XVI : voix additionnelles
- 2023 : Cyberpunk 2077 : Phantom Liberty : Cassidy
- 2024 : Final Fantasy VII Rebirth : voix additionnelles
- 2024 : Star Wars Outlaws : ?
- 2024 : Batman: Arkham Shadow (en) : Alfred Pennyworth
- 2025 : Death Stranding 2: On the Beach : Tarman

### Direction artistique
Séries télévisées
- Seinfeld (avec Philippe Ogouz et Jean-Claude Montalban[24])
- La Brigade du courage (saisons 6 à 14, avec Gérard Surugue et Marc Bretonnière[25])
- Les Quintuplés[26]
- How I Met Your Mother (saisons 1 à 4, avec Blanche Ravalec[27])
- Justice (avec Antoine Nouel)
- Honest : Braqueurs de père en fils
- Génial Génie (saisons 2 à 4[28])

Série d'animation
- 2008 : SamSam (saison 2, avec Barbara Tissier[29])

## Radio
- Les 101 Dalmatiens, raconté par Francis Perrin (1985) : Horace, le sergent Tibs

### Note
1. ↑  Deuxième doublage de 1998.